# Joseph-Dominique Louis
(Joseph-Dominique Louis al re Luigi Filippo)
Barone Joseph-Dominique Louis, noto anche come Padre Luigi (Toul, 13 novembre 1755 – Bry-sur-Marne, 26 agosto 1837), è stato un politico e diplomatico francese.
Si è affermato come un tecnico eccezionale di finanze pubbliche e fu cinque volte ministro delle finanze, sia sotto la Restaurazione che la Monarchia di Luglio.

## Biografia
Allo scoppio della Rivoluzione francese Louis, già abate (aveva preso ordini presto, per poi abbandonarli dopo pochi anni, non essendo più interessato in alcun modo alla Chiesa) era già noto per le sue eccezionali abilità finanziarie, apprese anche mentre era ancora in abbazia.

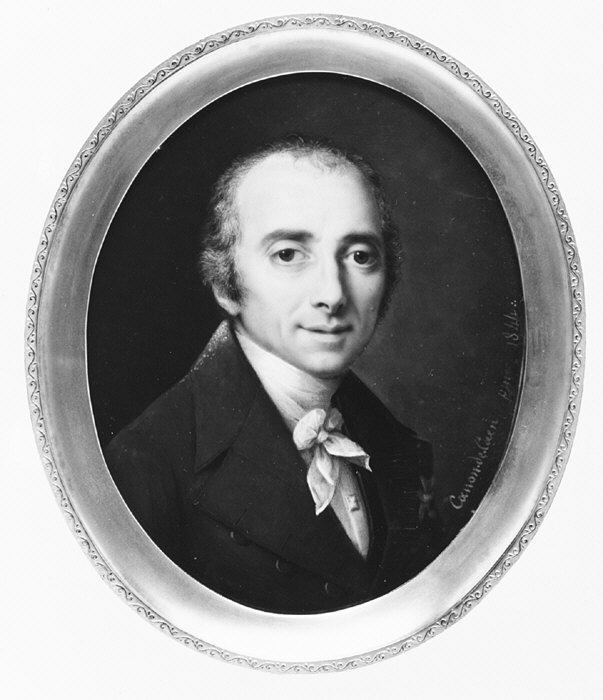
Miniatura di Louis, ad opera di Pierre Laurent Canon (1844)

Completamente favorevole ai moti rivoluzionari già prima del 1789, nella nota e grandiosa Festa della Federazione, avvenuta il 14 luglio del 1790, conobbe ed assistette CHarles-Maurice de Talleyrand, allora vescovo della diocesi di Autun, nella pomposa messa "all'aperto" nel Campo di Marte di Parigi.
Nel 1792 però, lasciò il caos, all'epoca praticamente onnipresente in Francia, ed emigrò in Inghilterra, dove passò interi mesi ad apprendere molto scrupolosamente le riforme istituzionali lì presenti, specialmente quelle finanziarie attuate da William Pitt.
In Francia tornò poi 7 anni dopo, nel 1799, proprio il giorno precedente al colpo di Stato del 9 novembre dal regime del Consolato: in questo periodo prestò servizio nella difficile Guardia nazionale francese, al Conseil du Roi e al Dipartimento delle Finanze nella capitale e anche a Torino.

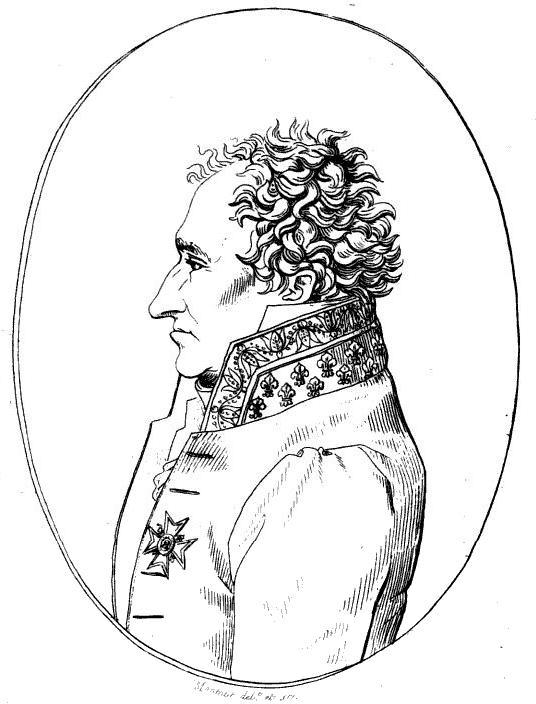
Disegno di Louis quando è stato eletto barone

Addirittura nel 1809 venne nominato barone dell'Impero Napoleonico, sostenne comunque la restaurazione francese e fu ministro delle finanze nell'anno 1814-1815.
Fu Deputato, tra i 745 totali, dal 1815 al 1824 e poi ancora dal 1827 al 1832, per un totale di 14 anni di carriera nella Camera. Riprese l'incarico nel 1815, che mantenne anche sotto il politico Élie Decazes nel 1818; fu il primo ministro ad essere eletto direttamente dal re Luigi Filippo, che gli affidò l'incarico di finanziere reale per il periodo 1831-1832.
Nel 1832 divenne ufficialmente nobile, venendo nominato pari di Francia.

## Omaggi
- Nel 1862 a Nancy, comune del Grande Est, gli è stata intitolata una via (ancora esistente), così come nel suo paese natale, Toul.